# 王室屬地

英国皇家属地（图中红色所示）与大不列颠及北爱尔兰联合王国（图中深灰色所示）的位置。

王室屬地（英語：Crown Dependencies），或译作皇家属地、王權領地，是独立管理的司法管辖区，并非大不列颠及北爱尔兰联合王国或英国海外领土的一部分，而是英国王室的自治領地。而在国际上，英国皇家属地被认为是“联合王国所负责的领土”，並非主权国家。皇家属地与联合王国在法律上统称为「英國列島」。其主权属于英国，因此它们不是英联邦成员国，但又的确与英联邦、欧盟及其他国际组织有關連，同时也是英国－爱尔兰理事会的成员。
在英国脱欧之前，它们虽然不属于欧盟，但却在欧盟的关税区域内。由于皇家属地不是主权国家，因此影响这些地区的立法权最终由联合王国政府承担，但是它们都拥有各自的立法机关，有权在王室（枢密院，或者马恩岛在其总督）许可下对地方事务进行立法。而皇家属地各自的政府首脑均称为“首席部长”（后根西行政区废除此职务改为委员会主席）。皇家属地在英联邦运动会上拥有各自的代表队。

## 名词定义
英国王室属地对于的定义各不相同。
在澤西，根据王室法官在21世纪宪法地位声明中所定义，代表“泽西岛官方”。泽西岛行政区内所有官方辖地都属于泽西岛官方，而不是联合王国官方。
马恩岛的立法机关也将定义成“马恩岛官方”，而与“联合王国官方”以示区分。
而在根西行政区（其概念不同于“根西”），立法机关将定义成“行政区官方”。根西岛王室法官则提出“在文本上，‘’通常指根西岛行政区全体。”而且这包括“在君主建立下或由君主授权下建立的用于管理这些岛屿的政府机关或民间机构，这包含根西岛及其他岛屿的立法机关，皇家法院和其他法院，副总督、教区当局，以及在枢密院内和通过枢密院授权行事的组织或个人。”这一宪法概念也被称为“根西岛行政区官方”。
| 名称     | 旗帜 | 徽章 | 所在区域   | 格言                            | 面积                      | 人口    | 首府     |
| -------- | ---- | ---- | ---------- | ------------------------------- | ------------------------- | ------- | -------- |
| 马恩岛   |      |      | 愛爾蘭海   | 即使被拋棄，仍然站立 (拉丁語：Quocunque Jeceris Stabit.) | 572平方（221平方英里）    | 84,997  | 道格拉斯 |
| 海峽群島 | 澤西 |      | 英吉利海峡 |                                 | 118.2平方（45.6平方英里） | 100,080 | 圣赫利尔 |
| 海峽群島 | 根西 |      | 英吉利海峡 |                                 | 78平方（30平方英里）      | 65,849  | 圣彼得港 |

## 海峡群岛

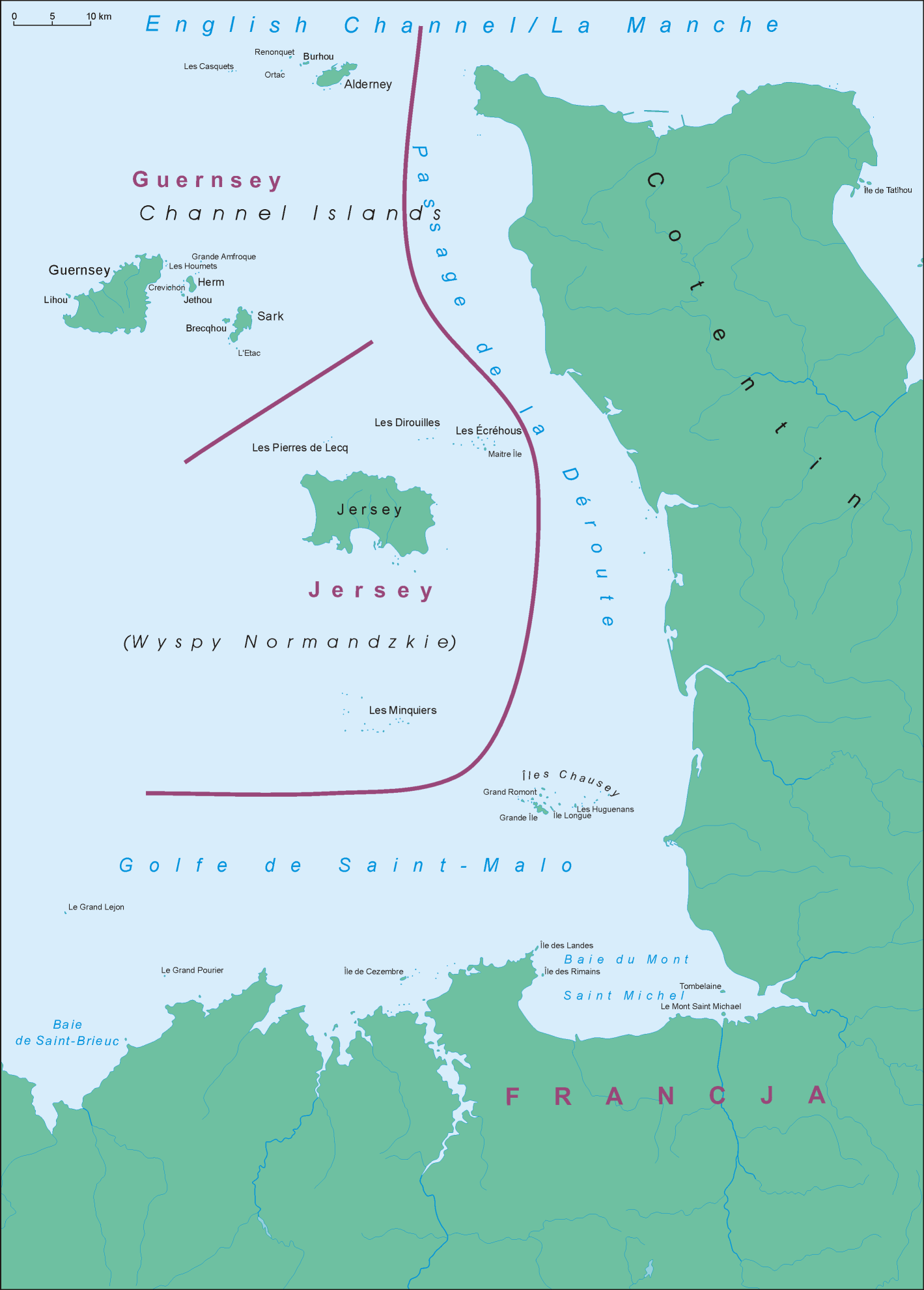
海峡群岛在英吉利海峡中的位置。

自1290年开始，海峡群岛便有两个行政区构成：
- 泽西行政区：包括泽西岛和一些无人居住的小岛，例如：曼基耶群岛（英语：Minquiers）和艾奎胡岛（英语：Écréhous）等。
- 根西行政区：包括根西岛、萨克岛、奥尔德尼岛、布雷库岛、赫姆岛、杰图岛（英语：Jethou）和利霍岛（英语：Lihou）。

每个行政区都是英国皇家属地的一份，都由执达吏领导；每个执达吏相当于英国王室派往行政区的副总督。每个行政区都有自己独立的司法和医疗保健体系，以及它们自己独立的移民政策，两者的司法管辖权并不涉及对方。两个行政区都执行双边征税的租税协定。
自1961年以来，两个行政区都有了自己的上诉法庭。一个行政区的执达吏，往往也会被另一个行政区任命为上诉法官。

### 根西行政区
根西行政区包括三个独立的司法管辖区：

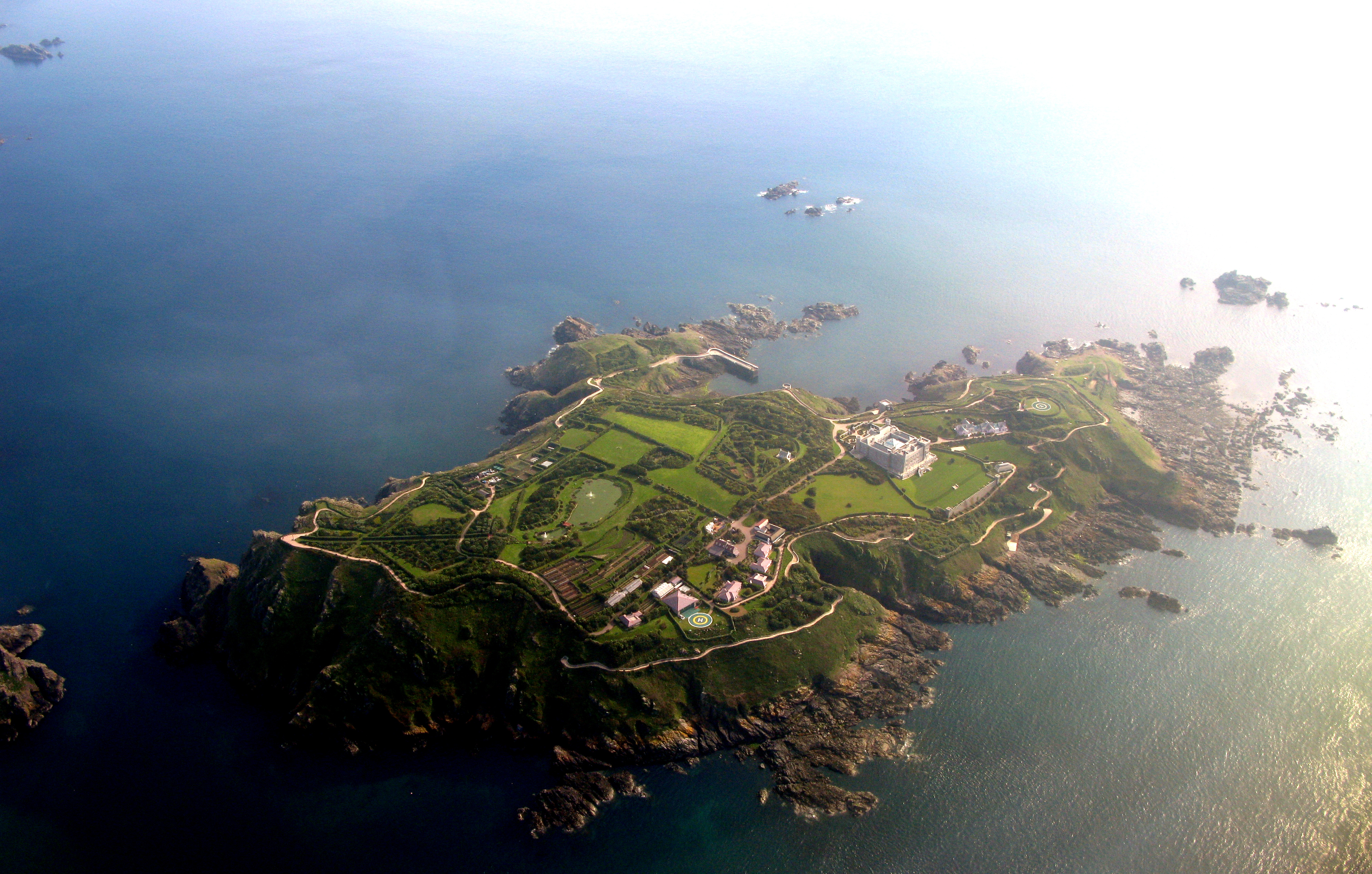
布雷库岛

- 根西，其中还包括附近的赫姆岛、杰图岛（英语：Jethou）以及附近的一些无人居住的小岛。
- 薩克，其中还包括布雷库岛以及附近的一些无人居住的小岛。
- 奧爾德尼，包括周围一些无人居住的小岛。

根西议会被称之为“国家评议会”（States of Deliberation）；薩克議會被称之为“首席请愿会”（Chief Pleas）；而奥尔德尼议会则被称为“奥尔德尼资格会”（States of Alderney）。三个议会在一起可以审议那些法律适用于整个行政区；而哪些法律适用于哪几个司法管辖区。
根西行政区也发行自己的硬币和纸币：根西镑硬币和根西镑纸币。

### 泽西行政区
澤西島的情況與根西相若，自行發行的貨幣是澤西島鎊；但沒有再細分司法管轄區。

## 曼島

曼島以紅色表示

曼島的議會自稱是現存最古老的議會，自十世紀已存在。
與澤西和根西一樣，她亦自行發行與英鎊等值的貨幣－曼島鎊，而前者同樣於島上流通。曼島也有自己的郵政系統和網路域名等。
但異於其餘兩個屬地之處是，她與英國是在同一關稅區中。

## 与英国王室关系
君主在屬地由副總督（Lieutenant Governor）代表，但因為根本沒有所謂的「正總督」，故或可參考加拿大的同名職位－省督，按實際作用譯為總督、省督甚至「區督」。副總督自2010年由屬地自行推舉。由於是立憲君主的代表，此職位無實權。
在海峽群島，君主的統治權繼承自諾曼第公爵，而非英國國王本身，但該爵位名義上已消失。故君主會以「國王在澤西/根西的權利」、「主權」的字眼被稱呼。儘管諾曼第公爵是非正式的，但英國君主往往會被視為諾曼第公爵。而即使君主是女性，但當地人，甚至是白金漢宮網站，仍以男公爵（Duke），而非女公爵（Duchess）的字眼稱呼她。
在曼島，君主身分則是马恩岛领主。此身分繼承自北歐、英格蘭以至蘇格蘭貴族。

## 与联合王国关系
三地皆不屬於英國，國會通過的法案絕大多數皆不說明是適用於三地，也就不會在三地實施。三地與王國的關係由英國司法大臣負責維繫。國防、外交、護照事務皆按慣例由英國負責。岛上居民为英國公民，但护照与联合王国居民有一定差别。

## 与英联邦关系
三地皆非其成員，但以獨立身分參與英聯邦運動會。比照英国的构成国。